# Giorgio Vizzardelli
Pour les articles homonymes, voir Vizzardelli.
Giorgio William Vizzardelli (né à Francavilla al Mare le 23 août 1922 et mort à Carrare le  11 août 1973) est un tueur en série italien.

## Biographie
Giorgio William Vizzardelli est né à Francavilla al Mare, le 23 août 1922, fils du directeur de l'office registre de Sarzana ,. Il commet ses premiers meurtres à l'âge de 14 ans, tuant le recteur avec une arme à feu et, dans sa fuite, le gardien de l'école qu'il fréquente. Il rentre à la maison et se comporte normalement, comme si rien ne s'était passé. Les investigations ont conduit à l'arrestation d'un jeune homme, qui a été acquitté après dix-huit mois de détention, libération demandée  par Benito Mussolini lui-même.
La découverte de deux autres corps, le 20 août 1938, a rouvert l'enquête sur le meurtrier qui a été identifié après qu'il a commis son cinquième meurtre, celui du gardien de l'office du registre, Giuseppe Bernardini, commis le 29 décembre.
Arrêté grâce à des indices probants, dont une dénonciation par son père et une clé imbibée de sang, Vizzardelli a été condamné à l'emprisonnement à vie le 23 septembre 1940, en évitant la peine de mort parce qu'il était mineur.
En 1944, les journaux ont rapporté la nouvelle de son évasion audacieuse et de son enrôlement dans les Brigate Nere, chassant et tuant des partisans sur le Monte Antola.
En prison, Vizzardelli étudie plusieurs langues afin de traduire plusieurs œuvres littéraires, jusqu'à ce que le 29 juillet 1968, il obtient la libération conditionnelle pour cinq ans. Quelques jours après avoir purgé sa peine, il se suicide dans la maison de sa sœur à Carrare en se tranchant la gorge  avec un couteau de cuisine, le 11 août 1973.

## Les victimes
| Nom                 | Date de la mort     |
| ------------------- | ------------------- |
| Umberto Bernardelli | Le 4 janvier 1937   |
| Andrea Bruno        | Le 4 janvier 1937   |
| Livio Delfini       | 1938                |
| Bruno Veneziani     | 1938                |
| Giuseppe Bernardini | Le 29 décembre 1938 |